# 2867 Šteins
2867 Šteins (mednarodno ime je tudi 1969VC) asteroid tipa E v glavnem asteroidnem pasu. 

## Odkritje
Asteroid je odkril ruski astronom Nikolaj Stepanovič Černih (1931–2004) 4. novembra 1969. Poimenovan je po latvijskem astronomu Kārlisu Šteinsu.

## Lastnosti
Asteroid Šteins obkroži Sonce v 3,63 letih. Njegova tirnica ima izsrednost 0,146, nagnjena pa je za 9,946 ° proti ekliptiki. Okoli svoje osi se zavrti v  6,05 h, premer asteroida pa je od 2 do 5 km.
Šteins nima naravnih satelitov.

## Raziskovanje
Mimo asteroida Šteins je 5. septembra 2008 letela sonda Rosetta na razdalji 800 km s hitrostjo 8,6 km/s. V času mimoleta je bil asteroid osvetljen iz smeri gibanja sonde. Zaradi tega so posnetki zelo lepi in ostri.